# 디옥시아데노신 일인산
디옥시아데노신 일인산(영어: deoxyadenosine monophosphate, dAMP)은 디옥시리보뉴클레오타이드이며, DNA를 구성하는 4가지 단위체 중 하나이다. 디옥시아데노신 일인산은 아데노신 일인산(AMP)의 유도체로 5탄당의 2'탄소 상의 하이드록시기(-OH)가 수소 원자(-H)로 치환된 디옥시리보스를 가지고 있다. 디옥시아데노신 일인산은 디옥시아데닐산이라고도 하며, dAMP로 약칭된다. 디옥시아데노신 일인산은 DNA에 사용되는 단위체이다.

## 같이 보기
- 핵산
- 보조 인자
- 구아노신
- 디옥시아데노신
- 디옥시아데노신 이인산 (dADP)
- 디옥시아데노신 삼인산 (dATP)
- 아데노신 삼인산 (ATP)
- 고리형 아데노신 일인산 (cAMP)

## 참고 자료
- Deoxyadenosine monophosphate at HMDB